# Ambulyx immaculata
Ambulyx immaculata is een vlinder uit de familie van de pijlstaarten (Sphingidae). De wetenschappelijke naam van de soort werd in 1924 gepubliceerd door Benjamin Preston Clark.